# Caloplaca archeri
Caloplaca archeri är en lavart som beskrevs av Kalb, S. Y. Kondr., Elix & Kärnefelt. Caloplaca archeri ingår i släktet orangelavar och familjen Teloschistaceae.   Inga underarter finns listade i Catalogue of Life.